# Берёзовка (Троснянский район)
Берёзовка — деревня в Троснянском районе Орловской области. Входит в состав Никольского сельского поселения. Население 295 (2010) человек

## Общая физико-географическая характеристика
Географическое положение
По автомобильным дорогам расстояние до областного центра города Орёл составляет 91 км, до районного центра села Тросна — 24 км. Абсолютная высота 196 метров над уровнем моря.
Часовой пояс
Берёзовка, как и вся Орловская область, находится в часовой зоне МСК (московское время). Смещение применяемого времени относительно UTC составляет +3:00.

## Население
| 2002 | 2010 |
| ---- | ---- |
| 355  | ↘295 |

Национальный состав
Согласно результатам переписи 2002 года, в национальной структуре населения русские составляли  99% из 355 человек.